# Irina Nikolajewna Nurislamowa
Irina Nikolajewna Nurislamowa (russisch Ирина Николаевна Нурисламова) ist eine Richterin am Schiedsgericht der Republik Baschkortostan. Sie ist durch den Baschneft-Fall bekannt geworden.

## Biografie
Mindestens seit 2006 war sie Richterin des Gerichtsbezirks im Distrikt Archangelski in der Republik Baschkortostan. Dort behandelte sie vorwiegend administrative Fälle.
Wahrscheinlich war sie früher in Baschkirien als Anwältin tätig.
Im Oktober 2011 wurde sie zur Richterin ernannt.
Die größten Streitfälle, die Irina Nurislamowa als Richterin des Schiedsgerichtes der Republik Baschkortostan verhandelte, waren:
| Fall           | Klagesumme     | Wesen des Streitfalls |
| -------------- | -------------- | --- |
| А07-19762/2014 | 305 Mio. Rubel | Klage der OAO (offene Aktiengesellschaft) AF Bank gegen OOO (GmbH) Falkon über die Beitreibung der Wechselverschuldung und der Zinsen. Mit der Entscheidung des Schiedsgerichtes der Republik Baschkortostan vom 25. August 2015 wurden die Klageforderungen abgewiesen. |
| А07-30760/2015 | 275 Mio. Rubel | Klage über die Vergütung der Schäden, die der Wohnungsbaugenossenschaft „Duslyk-Stroj“ von Mitgliedern der Führung dieser Genossenschaft zugefügt wurden. Mit der Entscheidung des Schiedsgerichtes der Republik Baschkortostan vom 5. Mai 2016 wurde der Klage stattgegeben. Derzeit wird die Berufung geprüft. 18 ААС hat bereits mehrere Gutachten angefordert. Das heißt, die Entscheidung kann durchaus annulliert werden. |
| А07-16324/2013 | 152 Mio. Rubel | Klage der OOO (GmbH) IFK Avangard gegen „Baschkirisches Brennstoffunternehmen“ über die Auflösung des Leasingsvertrags, der einstweiligen Verfügung, die geleasten Vermögensgegenstände zurückzugeben, den entgangenen Gewinn und die Höhe der Vertragsstrafe. Gegenklage der OOO «Baschkirisches Brennstoffunternehmen» gegen OOO «IFK Avangard» über die Auflösung des Leasingsvertrags und die Beitreibung der Differenzsumme des Wertes der Gegenstände, die gegenseitig unter dem Leasingvertrag bereitgestellt wurden, sowie über die Vergütung der Schäden, die durch die Geltendmachung der Beitreibung zugefügt wurden. Mit der Entscheidung des Schiedsgerichtes der Republik Baschkortostan vom 28. April 2016 wurde den ursprünglichen Klageforderungen stattgegeben. Von der OOO «Baschkirisches Brennstoffunternehmen» wurden die Summe des Wertes der fehlenden Ausrüstung in Höhe von 44.527.820,42 Rubel, die Summe des realen Schadens – die Summe der bezahlten Steuer (Mehrwertsteuer 18 %) in Höhe von 9.806.743,22 Rubel, die Summe des entgangenen Gewinns in Höhe von 10.366.170,40 Rubel ohne Mehrwertsteuer, die Summe der Strafe in Höhe von 725.323,5 Rubel für die Nichterfüllung der Pflicht der Versicherung des Eigentums und die Summe der Vertragsstrafe in Höhe von 86.923.950,12 Rubel erhoben. |
| А07-23313/2011 | 104 Mio. Rub.  | Die Klage der ZAO (geschlossene AG) „ROSTA“ gegen das Staatliche Einheitsunternehmen "Baschfarmazija" über die Beitreibung von 103.953.636,43 Rubel. Mit dem Beschluss des Schiedsgerichtes der Republik Baschkortostan vom 9. April 2012 wurde zwischen den Parteien eine gerichtliche Einigung bestätigt. |

## Baschneft-Fall
Der Fall Baschneft-Fall ist die Auseinandersetzung zwischen dem staatlichen russischen Ölkonzern „Rosneft“ und dem privaten russischen Mischkonzern AFK Sistema. Es ist eines der komplexesten Gerichtsverfahren im heutigen Russland.
Am 15. Mai 2017 wurde Klage beim Schiedsgericht in Baschkortostan durch Rosneft gegen AFK Sistema in Höhe von 106,6 Mrd. eingereicht. Die Vorverhandlung wurde auf den 6. Juni 2017 festgesetzt und Irina Nurislamowa zur Richterin ernannt.
Am 27. Juni 2017 fand die erste Verhandlung im Schiedsgericht Baschkortostan statt. Der Antrag von AFK Sistema, das Unternehmen Rossimuschtschestwo als dritte Partei in den Prozess einzubeziehen wurde abgewiesen. Die folgende Sitzung wurde auf den 12. Juli 2017. festgesetzt. Das Gericht hat AFK verpflichtet, Beweise dafür vorzulegen, dass bei der Reorganisation von „Baschneft“ keine Schäden entstanden sind und darzulegen, welche positiven wirtschaftlichen Effekte die Reorganisation hatte. Dies laufe, wie die Juristen von AFK Sistema in ihrem Einspruch bemerkten, der Erklärung des Obergerichtes und der gerichtlichen Praxis zuwider, nach dem die „‚Beweislast‘ für die vermutete Schuld des Beklagten beim Kläger“ liege. Darüber hinaus ließ die Richterin das Eigentum von AFK Sistema im Wert von mehr als 250 Mrd. Rubel beschlagnahmen. Dabei wurde außer Acht gelassen, dass dieser Betrag die Forderungen aus der Klage in 6,5-facher Höhe überschreiten. Dieses Vorgehen ist bislang einzigartig in der Rechtsgeschichte Russlands.
Am 19. Juli hat AFK nach Beschwerden in diversen Instanzen, die Richterin im Verfahren zur Rosneft-Klage abgelehnt, da nach Ansicht von Sistema das Verhalten der Richterin Irina Nurislamowa gesetzeswidrig und unangemessen sei.
Bei der Prüfung der Frage über die Aufhebung der einstweiligen Maßnahmen hat die Richterin Irina Nurislamowa darauf hingewiesen, dass sämtliche Ausführungen und Beweise der AFK Sistema für sie keine Bedeutung haben, da die Belange der Kläger vorrangig seien. Innerhalb von zwei Wochen hat sie die Beschwerde der AFK Sistema wegen der Entscheidungen über die Ergreifung der einstweiligen Maßnahmen nicht an das Berufungsgericht weitergeleitet.
In der Entscheidung des Gerichtes hat die Richterin Irina Nurislamowa der AFK Sistema die Beweispflicht für das Nichtvorhandensein von Schäden bei „Baschneft“ auferlegt und sämtliche Eingaben von Sistema abgelehnt.
Auch ein dritter Antrag zur Ablehnung der Richterin war vor der letzten Verhandlung wirkungslos geblieben. Kurze Zeit später verurteilte das Gericht Sistema zu einer Zahlung von 136 Milliarden Rubel.